# واکاسو مبارک
واکاسو مبارک (انگلیسی: Wakaso Mubarak؛ زاده ۲۵ ژوئیهٔ ۱۹۹۰) یک بازیکن فوتبال اهل غنا است.
وی همچنین در تیم ملی فوتبال غنا بازی کرده‌است.